# Fletcher (Vermont)
Fletcher ist eine Town im Franklin County des Bundesstaates Vermont in den Vereinigten Staaten mit 1346 Einwohnern (laut Volkszählung von 2020).

## Geografie

### Geografische Lage
Fletcher liegt inmitten der Green Mountains, etwa 27 km östlich des Lake Champlain und 35 km südlich der kanadischen Grenze, im Süden des Franklin Countys. Der größte See auf dem Gebiet der Town ist der Metcalf Pond im Norden. Der Lamoille River fließt entlang der südlichen Grenze in westlicher Richtung, seine Zuflüsse durchziehen die Town in südlicher Richtung. Das Gebiet der Town ist hügelig, die höchste Erhebung ist der 598 m hohe Gilson Mountain.

### Geologie
In Fletcher gibt es zwei geologische Besonderheiten. Der West Fletcher Esker ist ein 400 Acre (162 Hektar) großes Gletschermerkmal von landesweiter Bedeutung. Es erstreckt sich entlang eines Nebenflusses des Wilkins Brooks.
Das zweite ist eine natürliche Höhle in der Nähe des Metcalf Ponds. Die Höhe ist von Waldland umgeben und war in der historischen Vergangenheit als Versteck bekannt.

### Nachbargemeinden
Alle Entfernungen sind als Luftlinien zwischen den offiziellen Koordinaten der Orte aus der Volkszählung 2010 angegeben.
- Norden: Fairfield, 4,4 km
- Nordosten: Bakersfield, 13,7 km
- Osten: Waterville, 15,6 km
- Südosten: Cambridge, 9,0 km
- Westen: Fairfax, 10,8 km

### Klima
Die mittlere Durchschnittstemperatur in Fletcher liegt zwischen −9,44 °C (15 °Fahrenheit) im Januar und 18,3 °C (65 °Fahrenheit) im Juli. Damit ist der Ort gegenüber dem langjährigen Mittel der USA um etwa 9 Grad kühler. Die Schneefälle zwischen Mitte Oktober und Mitte Mai liegen mit mehr als zwei Metern etwa doppelt so hoch wie die mittlere Schneehöhe in den USA. Die tägliche Sonnenscheindauer liegt am unteren Rand des Wertespektrums der USA, zwischen September und Mitte Dezember sogar deutlich darunter.

## Geschichte
Der Grant für Fletcher wurde am 7. November 1780 durch die Vermont Republic und den Gouverneur Thomas Chittenden ausgerufen und am 20. August 1781 an Nathaniel Brush, David Avery, Rufus Montague sowie weitere vergeben. Bis auf Montague hat sich keiner der Nehmer des Grants in der Town niedergelassen. Benannt wurde die Town nach General Samuel Fletcher. Der Grant umfasste eine Fläche von 24.040 Acre (9.729 Hektar). Vermessen wurde der erste Teil der Fläche im Jahr 1786, der zweite Teil im Jahr 1789. Der erste Siedler mit Familie war John Fullington im Jahr 1788.
Der Ort ist rein landwirtschaftlich ausgerichtet; es gibt keine ortsansässigen Industriebetriebe. Auch Tourismus ist in Fletcher weitestgehend unbekannt.

### Religion
Die Baptistische Gemeinde gründete sich 1817 in Fletcher. 1826 gründete sich die Kongregationale Kirche. Die Methodistische Gemeinde schließlich folgte im Jahr 1850.

### Einwohnerentwicklung
| Jahr      | 1700  | 1710  | 1720  | 1730 | 1740 | 1750 | 1760 | 1770 | 1780 | 1790 |
| --------- | ----- | ----- | ----- | ---- | ---- | ---- | ---- | ---- | ---- | ---- |
| Einwohner |       |       |       |      |      |      |      |      |      | 47   |
| Jahr      | 1800  | 1810  | 1820  | 1830 | 1840 | 1850 | 1860 | 1870 | 1880 | 1890 |
| Einwohner | 200   | 382   | 497   | 793  | 1014 | 1084 | 916  | 865  | 868  | 793  |
| Jahr      | 1900  | 1910  | 1920  | 1930 | 1940 | 1950 | 1960 | 1970 | 1980 | 1990 |
| Einwohner | 750   | 737   | 656   | 667  | 549  | 485  | 399  | 456  | 626  | 941  |
| Jahr      | 2000  | 2010  | 2020  | 2030 | 2040 | 2050 | 2060 | 2070 | 2080 | 2090 |
| Einwohner | 1.179 | 1.277 | 1.346 |      |      |      |      |      |      |      |

## Wirtschaft und Infrastruktur

### Verkehr
Im Süden streift die Vermont Route 104 die Town. Sie verläuft in westöstlicher Richtung, von Fairfax im Westen nach Cambridge im Osten. Sie folgt weiter dem Verlauf des Lamoille Rivers. Die Vermont Route 108 verläuft in nordsüdlicher Richtung durch den Osten der Town von Bakersfield im Norden nach Cambridge im Süden. Es gibt keine Station der Amtrak in Fletcher. Die nächste befindet sich in St. Albans.

### Öffentliche Einrichtungen
Das Northwestern Medical Center in St. Albans ist das nächstgelegene Krankenhaus für die Bewohner der Town.

### Bildung
Fletcher gehört mit Fairfax und Georgia zur Franklin West Supervisory Union. Die Fletcher Elementary School ist die Grundschule vor Ort und bietet Schulklassen von Pre-Kindergarten bis zum sechsten Schuljahr.
In Fletcher gibt es keine öffentliche Bibliothek.

## Persönlichkeiten

### Söhne und Töchter der Stadt
- Elias B. Holmes (1807–1866), Politiker und Vertreter New Yorks im US-Repräsentantenhaus.
- Milo White (1830–1913), Politiker und Abgeordneter im Repräsentantenhaus.